# Neobrettus tibialis
Neobrettus tibialis là một loài nhện trong họ Salticidae.
Loài này thuộc chi Neobrettus. Neobrettus tibialis được Jerzy Prószyński miêu tả năm 1978.